# Encalypta asperifolia
Encalypta asperifolia là một loài rêu trong họ Encalyptaceae. Loài này được Mitt. mô tả khoa học đầu tiên năm 1869.